# فيدمن
فيدمن (بالألمانية: Eilhard Wiedemann)‏ (1852 - 1928 م) هو مستشرق ألماني ومن من أبرز مؤرخي العلوم في الإسلام.